# 시공능력평가제도

## 제도설명
건설업체의 시공능력을 공사실적, 경영상태, 기술능력, 신인도 등을 종합적으로 평가하여 금액으로 환산한 뒤, 이를 공시하는 제도로 매년 7월 말께 발표된다. 발주자가 적정한 건설업체를 선정할 수 있게 하려는 취지다. 발주자는 이를 기준으로 입찰 참가를 제한할 수 있고 조달청에서는 등급별 유자격자명부, 도급하한제 근거로 활용한다. 시공능력평가액을 기준으로 건설사의 순위를 정한 것을 '시공능력평가 순위' '시공순위'(옛 도급순위)라 한다.
법적 근거 : 건설산업기본법 제23조 및 규칙 제22조~제25조

## 평가기관
시공능력 평가 및 공시업무의 위탁기관(법 제91조제3항 및 시행령 제87조)
대한건설협회, 대한전문건설협회, 대한설비건설협회, 대한시설물유지관리협회

## 산정방법
시공능력평가공시액 산정방법
시공능력평가액 = 공사실적평가액 + 기술능력평가액 + 경영평가액 ± 신인도평가액

## 같이 보기
- 대한건설협회
- 대한전문건설협회
- 국토교통부
- 건설워커